# Иосиф (Могырзан)
Епископ Иосиф (рум. Episcop Iosif, в миру Михаил Могырзан, рум. Mihail Mogârzan; род. 3 февраля 1971, Слатина, Сучава) — архиерей Православной старостильной церкви Румынии, епископ Ботошанский.

## Биография
Родился 3 февраля 1971 года в селе Слатине в многодетной семье (был седьмым сыном среди семнадцати детей) и в крещении получил имя Михаил. Приходится племянником митрополиту Власию (Могырзану).
В 1990 году поступил в братию Спасо-Преображенского Слэтьоарского монастыря и в 1993 году был пострижен в монашество с именем Иосиф и рукоположен в сан иеродиакона.
В 1995 году митрополитом Власием (Могырзаном) в Слэтьоарском монастыре был рукоположен в сан иеромонаха и нёс монастырские послушания.
После кончины епископа Космы (Лостуна), в 2002 году был направлен настоятелем в Дорнелорский монастырь, где продолжил начатое епископом Космой строительство монастырского соборного храма в честь Святых Отцев Первого Вселенского Собора. Возведён в достоинство архимандрита.
16/29 октября 2004 года в Преображенском соборе Слэтьоарского монастыря был рукоположен в сан викарного епископа Ботошанского. Хиротонию совершили: митрополит Слэтьоарский Власий (Могырзан), епископ Нямецкий Демосфен (Йоницэ), епископ Вранчейский Пахомий (Морарь), епископ Бакэуский Геннадий (Георге), епископ Сучавский Софроний (Оцел), епископ Брашовский Феодосий (Скутару), епископ Мефонский Амвросий (Бэрд) (Синод противостоящих) и епископ Триадицкий Фотий (Сиромахов) (Болгарская старостильная церковь).
В настоящее время проживает на правах настоятеля в Дорнелорском монастыре.